# M48
 Тази статия е за звездния куп M48.  За танка вижте М48 Патън.  
M47 (NGC2548) е разсеян звезден куп, разположен по посока на съзвездието Хидра. Открит е от Шарл Месие през 1771.
Купът съдържа около 80 звезди. Ъгловият му диаметър е 54', което за разстояние от 1000 св.г. отговаря на линеен диаметър от около 23 св.г.. Възрастта му се оценява на 300 млн. години.
При добри условия, купът е видим и с просто око (видима звездна величина +5.5).